# 蒙古回回
蒙古回回是历史上中国人对西北的蒙古语族群中穆斯林的泛称，明清时指信仰伊斯兰教的蒙古人。过去蒙古语称呼穆斯林为浩腾。今天，除在内蒙古自治区阿拉善盟的蒙古族穆斯林外，其他蒙古回回后裔大都已不归属于蒙古族。青海省海北藏族自治州海晏县、祁连县等地区的托茂人也曾被称为蒙古回回，今归属回族。

## 背景
早先，蒙古人信仰萨满教。蒙古帝国分裂后，蒙古高原外的蒙古人与当地民族融合，逐渐突厥化。统治中原及蒙古高原的元朝对藏传佛教相当推崇，然而萨满教仍然被普通蒙古人所信奉。而中亚和新疆地区的蒙古人（蒙兀儿人）除突厥化外，在14世纪开始伊斯兰化，逐渐失去蒙古特征。明末清初，生活于蒙古高原的蒙古人已全民信仰藏传佛教，而生活于中国西北地区信仰伊斯兰教的蒙古人则在史料中被称为“蒙古回回”。
明朝初年的瓦剌贵族经常可见到穆斯林经名，如马哈木、阿卜杜拉·彻辰、阿把巴乞儿（大同王）等人。而且在明朝接待的瓦剌使臣名单之中，亦有大量穆斯林名字。而蒙古大汗之中亦有皈依伊斯兰教或取阿拉伯名字者，如本雅失里、阿巴丁。而作为畏吾儿近族的畏吾慎部，其首领亦思马勒、亦不剌等人更是因参与了蒙古各部的争霸而见诸史书。证实了至少是在俺答汗引入藏传佛教之前，蒙古社会中有大量穆斯林存在的事实，从一个侧面反映出明代蒙古人宗教信仰的复杂多样和新旧并存的一面。

## 各地蒙古回回
除遵行伊斯兰教法外，明清时代蒙古回回大都保持蒙古生活习俗，使用蒙古语或方言。各地蒙古回回称谓、族群来源、形成时间不一。自明代起，历史文献中即有「瓦剌回回」、「红帽回」等称谓。清初投奔青海蒙古的河西回回，虽均信奉伊斯兰教，但族源多样，他们有的从事牧业活动，有些从事农业生产，从事农业生产者主要居住在祁连山大通河谷和北川河谷一带，他们也被官府视为“蒙古回子”。明清时代的这些蒙古回回随着定居和农耕，大都融入回族。
形成于清代，聚居于今内蒙古自治区阿拉善盟的蒙古族穆斯林，自称缠头回回、蒙古回回，或按蒙古语称蒙古浩腾。因宗教中心在科布尔巴格，又有科布尔回回之称。为区别于其他蒙古族，清代地方政府称他们为蒙回。族源有多种说法，记者范长江调查时，蒙古浩腾称其先祖为新疆哈密缠回一支。或说来自于哈萨克、柯尔克孜、维吾尔、回族等。青海的托茂人亦是蒙古回回一类，他们与阿拉善盟蒙古回回一样自称是缠回。在甘肃河州东乡的蒙古回回，又称为东乡回，或东乡土人、东乡蒙古人。另一个使用蒙古语族方言的是保安回。
1950年代，中华人民共和国政府进行民族识别，将使用蒙古语系语言的东乡回、保安回认定成为新的民族，即东乡族、保安族。而托茂人被归于回族。仅阿拉善盟的蒙古回回仍属蒙古族。当代研究指出，由于宗教信仰的缘故，阿拉善盟的蒙古回回与回族、东乡族关系更为亲密，有“回回”认同的趋向。而青海的托茂人自光绪二十一年第三次河湟事变后，脱离与青海蒙古族共同生活的环境。此后历经迁徙，又因与回族接触较多，社会习俗已与回族同化，语言由蒙古语厄鲁特方言（卫拉特语）转化为汉语，蒙古族特征正在逐渐消逝，与之类似的还有康家人。

## 备注
1. ↑  杨德亮原文中[2]将哈密的“哈剌灰”称为“哈拉回”，所指哈剌灰是明代生活在新疆哈密地区的瓦剌族群。对于其信仰，学者有截然相反的认识，或说伊斯兰教，或说佛教，认为其非穆斯林的说法认为当时的明朝用“回回”泛指所有穆斯林，哈剌灰与回回属并列关系，故当时其仍未伊斯兰化[3]。